# Franz-Ludwig Knemeyer
Franz-Ludwig Knemeyer (* 3. Mai 1937 in Münster) ist ein deutscher Rechtswissenschaftler.

## Leben
Franz-Ludwig Knemeyer studierte Rechtswissenschaften an der Westfälischen Wilhelms-Universität Münster und der Ludwig-Maximilians-Universität München. In Münster wurde er 1957 Mitglied des K.St.V. Markomannia und in München 1958 Mitglied der K.S.St.V. Alemannia, beides sind katholische Studentenverbindungen im KV. 1964 wurde er in Münster mit der Arbeit Das Notariat im Fürstbistum Münster promoviert. In Düsseldorf legte er sein zweites juristisches Staatsexamen ab. 1969 habilitierte er sich mit der Schrift Regierungs- und Verwaltungsreform in Deutschland zu Beginn des 19. Jahrhunderts an der Ruhr-Universität Bochum. Nach einer kurzen Tätigkeit im Bundeskanzleramt wurde er 1970 auf den Lehrstuhl für Staats- und Verwaltungsrecht an die Julius-Maximilians-Universität Würzburg berufen, zudem Gründungsdirektor des Instituts für Verwaltungsrecht. Von 1982 bis 1984 war er Dekan der Juristischen Fakultät der Würzburger Universität.
Im September 2019 gehörte er zu den etwa 100 Staatsrechtslehrern, die sich mit dem offenen Aufruf zum Wahlrecht Verkleinert den Bundestag! an den Deutschen Bundestag wandten.

## Wirken
Arbeits- und Forschungsschwerpunkte sind vor allem das Kommunalrecht, das Polizei- und Sicherheitsrecht sowie das Hochschulrecht. Knemeyer veröffentlichte zahlreiche wissenschaftliche Arbeiten, Aufsätze und Werke. Er war unter anderem Herausgeber der 46-bändigen Schriftenreihen Kommunalforschung für die Praxis und Kommunalrecht – Kommunalverwaltung sowie der 51-bändigen Reihe Entscheidungen zum Kommunalrecht – EzKommR.
Knemeyer gründete 1978 das Kommunalwissenschaftliche Forschungszentrum Würzburg und war dessen Vorstand. Von 1978 bis 1983 war er Vorsitzender des Gesprächskreises Verwaltungslehre der Vereinigung der Deutschen Staatsrechtslehrer. Von 1982 bis 1995 war Knemeyer Vorsitzender des Deutschen Juristen-Fakultätentages. Zwischen 1993 und 1997 war er Präsident der Deutsch-Tschechischen Juristen-Vereinigung. Seit 1982 ist er zudem Studienleiter der Verwaltungs- und Wirtschaftsakademie Würzburg/Schweinfurt/Aschaffenburg. Von 1997 bis 2007 war er Vorstandsmitgliedes Europäischen Rechtszentrums. 1999 war er einer der Gründer des Juristen Alumni Würzburg e.V.
Seit 1981 ist er Ehrenmitglied der katholischen Studentenverbindung KDStV Markomannia Würzburg im CV sowie des KStV Walhalla Würzburg im Kartellverband katholischer deutscher Studentenvereine.

## Auszeichnungen und Ehrungen
- Bundesverdienstkreuz am Bande (1984)
- Bayerische Kommunale Verdienstmedaille in Silber (1988)
- Mitglied der Finnischen Wissenschaftlichen Gesellschaft (Societas Scientiarum Fennica) (seit 1993)
- Mitglied der Working Group on The European Charter of Local Self-Government in Strasbourg (seit 1993)
- Ehrenvorsitzender des Deutschen Juristen-Fakultätentages (seit 1995)
- Bundesverdienstkreuz I. Klasse (1996)
- Komturkreuz des Ordens des finnischen Löwen (1996)
- Bayerischer Verdienstorden (2000)
- Kommunale Verdienstmedaille in Gold (2004)
- Ehrenvorsitzender Juristen Alumni Würzburg e.V. (seit 2005)
- Ritter des Päpstlichen Silvesterordens (2005)
- Verdienstmedaille Unterfranken (2007)
- Bayerische Verfassungsmedaille in Silber (2012)

## Schriften
- Lehrfreiheit, Gehlen 1969.
- Bürgerbeteiligung und Kommunalpolitik, Olzog 2. Auflage 1995, ISBN 3-7892-8751-2.
- Bayerisches Kommunalrecht (Rechtswissenschaft heute), Boorberg 9. Auflage 1996, ISBN 3-415-02149-1.
- Staatsrecht und Verwaltungsrecht in Bayern, Boorberg 6. Auflage 1996, ISBN 3-415-02202-1, zusammen mit Wilfried Berg und Hans-Jürgen Papier.
- Die bayerischen Gemeindeordnungen 1808–1945, Deutscher Gemeindeverlag 1997, ISBN 3-555-01011-5.
- Das Kommunalunternehmen, Boorberg 1997, ISBN 3-415-02357-5, zusammen mit Alois Kirchgäßner, Norbert Schulz.
- Innere Sicherheit in der Gemeinde. Kommunale Kriminalprävention, Boorberg 5. Auflage 2002, ISBN 3-415-02588-8.
- Kommunale Selbstverwaltung in Ost und West., Nomos 2003, ISBN 3-8329-0116-7.
- Der Stadt-Umland-Senat, Boorberg 2003, ISBN 3-415-03149-7.
- Polizei- und Ordnungsrecht. Lehr- und Arbeitsbuch mit Anleitungen für die Klausur (Kurzlehrbücher für Studium und Praxis), Beck Juristischer Verlag 10. Auflage 2004, ISBN 3-406-52634-9.
- Bayerisches Kommunalrecht, Boorberg 10. Auflage 2004, ISBN 3-415-02697-3.
- Polizei- und Ordnungsrecht, Beck Juristischer Verlag 11. Auflage 2007, ISBN 3-406-56656-1.